# Osmia mirhiji
Osmia mirhiji là một loài Hymenoptera trong họ Megachilidae. Loài này được Mavromoustakis mô tả khoa học năm 1957.